# Couesmes
Couesmes (prononcé « Couame ») est une commune française située dans le département d'Indre-et-Loire en région Centre-Val de Loire.
Ses habitants sont appelés les Couesmois.

## Géographie

### Localisation
Couesmes est située dans le Nord-Ouest du département d'Indre-et-Loire, à la limite du département de la Sarthe. La commune est limitrophe de Château-la-Vallière et située dans le Haut-Anjou.
| Villiers-au-Bouin   | Chenu Sarthe |          |
|                     | Couesmes     | Brèches  |
| Château-la-Vallière |              | Souvigné |

### Hydrographie

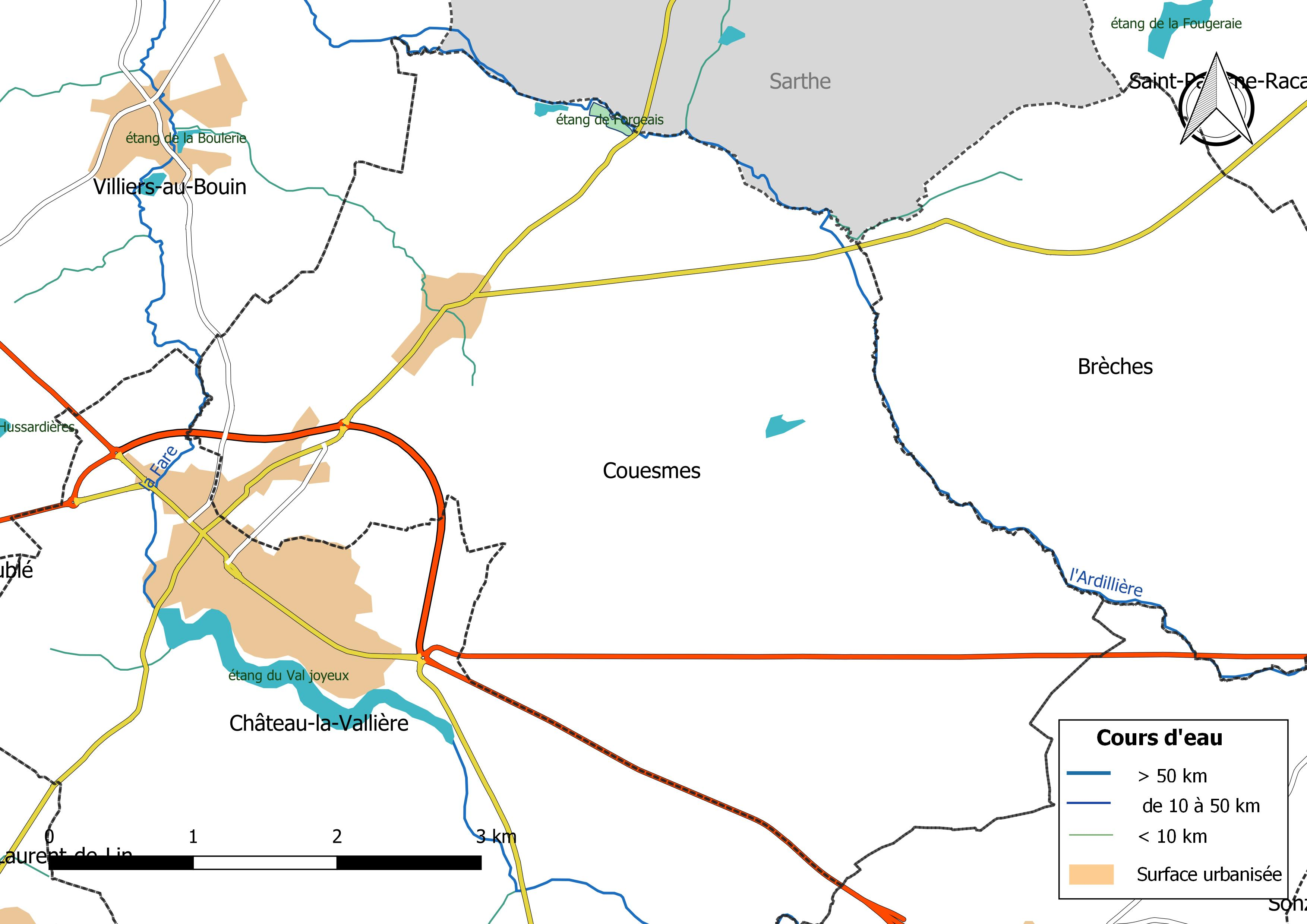
Réseau hydrographique de Couesmes.

Le réseau hydrographique communal, d'une longueur totale de 6,97 km, comprend deux cours d'eau notables, la Fare (2,401 km) et l'Ardillière (2,366 km), et deux petits cours d'eau,.
La Fare, d'une longueur totale de 36,9 km, prend sa source dans la commune de Sonzay et se jette  dans le Loir à La Chapelle-aux-Choux (Sarthe) après avoir traversé 8 communes.
Ce cours d'eau est classé dans la liste 2 au titre de l'article L. 214-17 du code de l'environnement sur le Bassin Loire-Bretagne. Du fait de ce classement, tout ouvrage doit être géré, entretenu et équipé selon des règles définies par l'autorité administrative, en concertation avec le propriétaire ou, à défaut, l'exploitant.
Sur le plan piscicole, la Fare est classée en première catégorie piscicole. Le groupe biologique dominant est constitué essentiellement de salmonidés (truite, omble chevalier, ombre commun, huchon).
L'Ardillière, d'une longueur totale de 11,8 km, prend sa source dans la commune de Souvigny et se jette  dans la Fare au droit de la commune de Villiers-au-Bouin, après avoir traversé 5 communes.
Ce cours d'eau est classé dans la liste 2 au titre de l'article L. 214-17 du code de l'environnement sur le Bassin Loire-Bretagne. Du fait de ce classement, tout ouvrage doit être géré, entretenu et équipé selon des règles définies par l'autorité administrative, en concertation avec le propriétaire ou, à défaut, l'exploitant.
Sur le plan piscicole, l'Ardillière est également classée en deuxième catégorie piscicole.
Quatre zones humides ont été répertoriées sur la commune par la direction départementale des territoires (DDT) et le conseil départemental d'Indre-et-Loire : « la vallée de l'Ardillère de Montigny à la confluence avec la Fare », « la vallée du Ruisseau de l'étang de la Boulerie », « la vallée de la Fare de Château-la-Vallière à Villiers-au-Bouin », et « l'étang de La Fuye »,.

### Climat
Pour des articles plus généraux, voir Climat du Centre-Val de Loire et Climat d'Indre-et-Loire.
En 2010, le climat de la commune est de type climat océanique altéré, selon une étude du CNRS s'appuyant sur une série de données couvrant la période 1971-2000. En 2020, Météo-France publie une typologie des climats de la France métropolitaine dans laquelle la commune est dans une zone de transition entre le climat océanique et le climat océanique altéré et est dans la région climatique  Moyenne vallée de la Loire, caractérisée par une bonne insolation (1 850 h/an) et un été peu pluvieux. 
Pour la période 1971-2000, la température annuelle moyenne est de 11,2 °C, avec une amplitude thermique annuelle de 14,6 °C. Le cumul annuel moyen de précipitations est de 707 mm, avec 11 jours de précipitations en janvier et 6,9 jours en juillet. Pour la période 1991-2020, la température moyenne annuelle observée sur la station météorologique de Météo-France la plus proche, sur la commune de Channay-sur-Lathan à 11 km à vol d'oiseau, est de 12,1 °C et le cumul annuel moyen de précipitations est de 708,7 mm,. Pour l'avenir, les paramètres climatiques de la commune estimés pour 2050 selon différents scénarios d'émission de gaz à effet de serre sont consultables sur un site dédié publié par Météo-France en novembre 2022.

## Urbanisme

### Typologie
Au 1er janvier 2024, Couesmes est catégorisée commune rurale à habitat dispersé, selon la nouvelle grille communale de densité à sept niveaux définie par l'Insee en 2022.
Elle est située hors unité urbaine. Par ailleurs la commune fait partie de l'aire d'attraction de Tours, dont elle est une commune de la couronne,. Cette aire, qui regroupe 162 communes, est catégorisée dans les aires de 200 000 à moins de 700 000 habitants,.

### Occupation des sols
L'occupation des sols de la commune, telle qu'elle ressort de la base de données européenne d’occupation biophysique des sols Corine Land Cover (CLC), est marquée par l'importance des territoires agricoles (64,3 % en 2018), une proportion sensiblement équivalente à celle de 1990 (64,6 %). La répartition détaillée en 2018 est la suivante : 
terres arables (40,9 %), forêts (33,5 %), prairies (20,7 %), zones agricoles hétérogènes (2,7 %), zones urbanisées (2,2 %). L'évolution de l’occupation des sols de la commune et de ses infrastructures peut être observée sur les différentes représentations cartographiques du territoire : la carte de Cassini (XVIIIe siècle), la carte d'état-major (1820-1866) et les cartes ou photos aériennes de l'IGN pour la période actuelle (1950 à aujourd'hui).

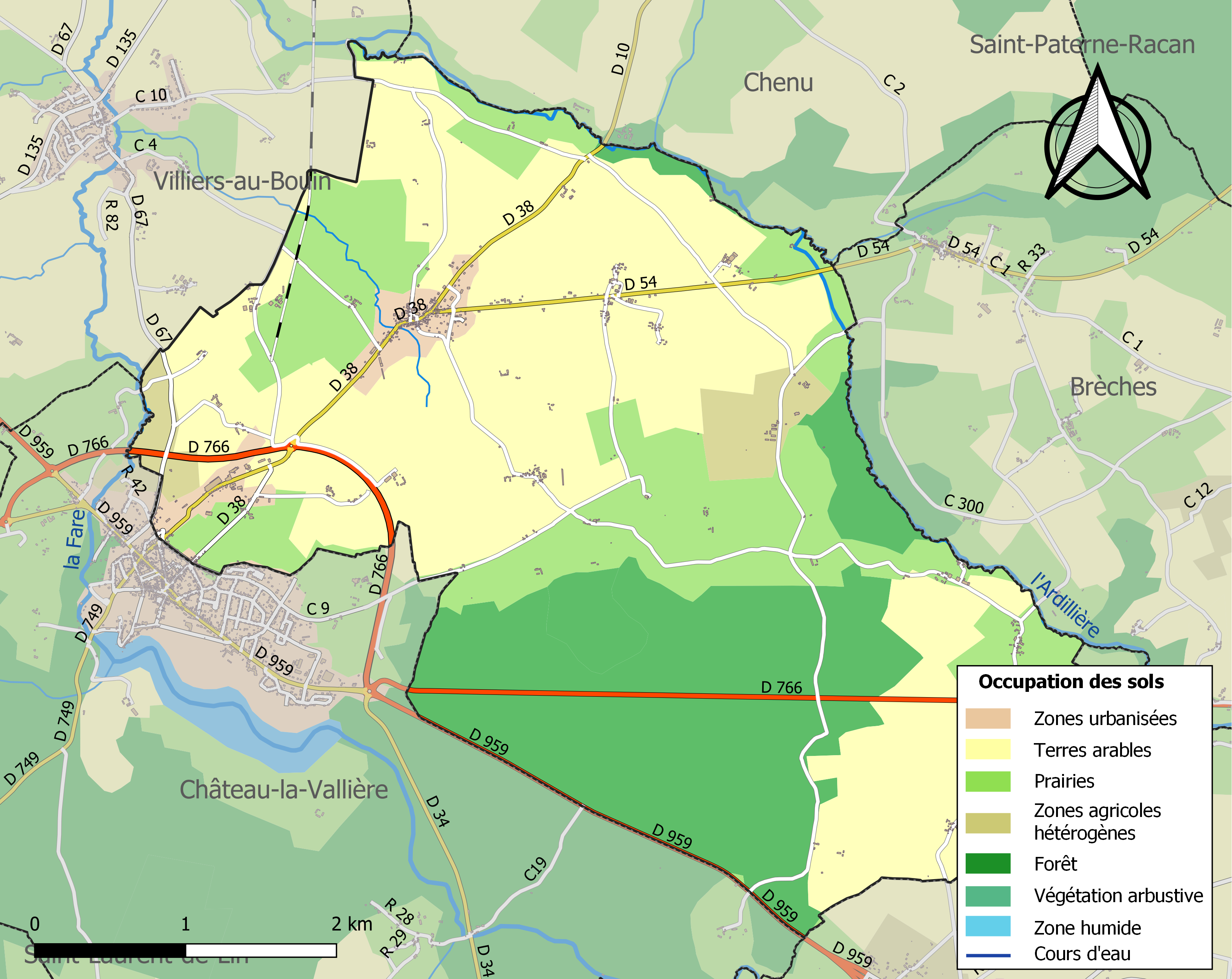
Carte des infrastructures et de l'occupation des sols de la commune en 2018 (CLC).

### Risques majeurs
Le territoire de la commune de Couesmes est vulnérable à différents aléas naturels : météorologiques (tempête, orage, neige, grand froid, canicule ou sécheresse), feux de forêts et séisme (sismicité très faible). Un site publié par le BRGM permet d'évaluer simplement et rapidement les risques d'un bien localisé soit par son adresse soit par le numéro de sa parcelle.
Pour anticiper une remontée des risques de feux de forêt et de végétation vers le nord de la France en lien avec le dérèglement climatique, les services de l’État en région Centre-Val de Loire (DREAL, DRAAF, DDT) avec les SDIS ont réalisé en 2021 un atlas régional du risque de feux de forêt, permettant d’améliorer la connaissance sur les massifs les plus exposés. La commune, étant pour partie dans le massif de Bourgueil, est classée au niveau de risque 1, sur une échelle qui en comporte quatre (1 étant le niveau maximal).

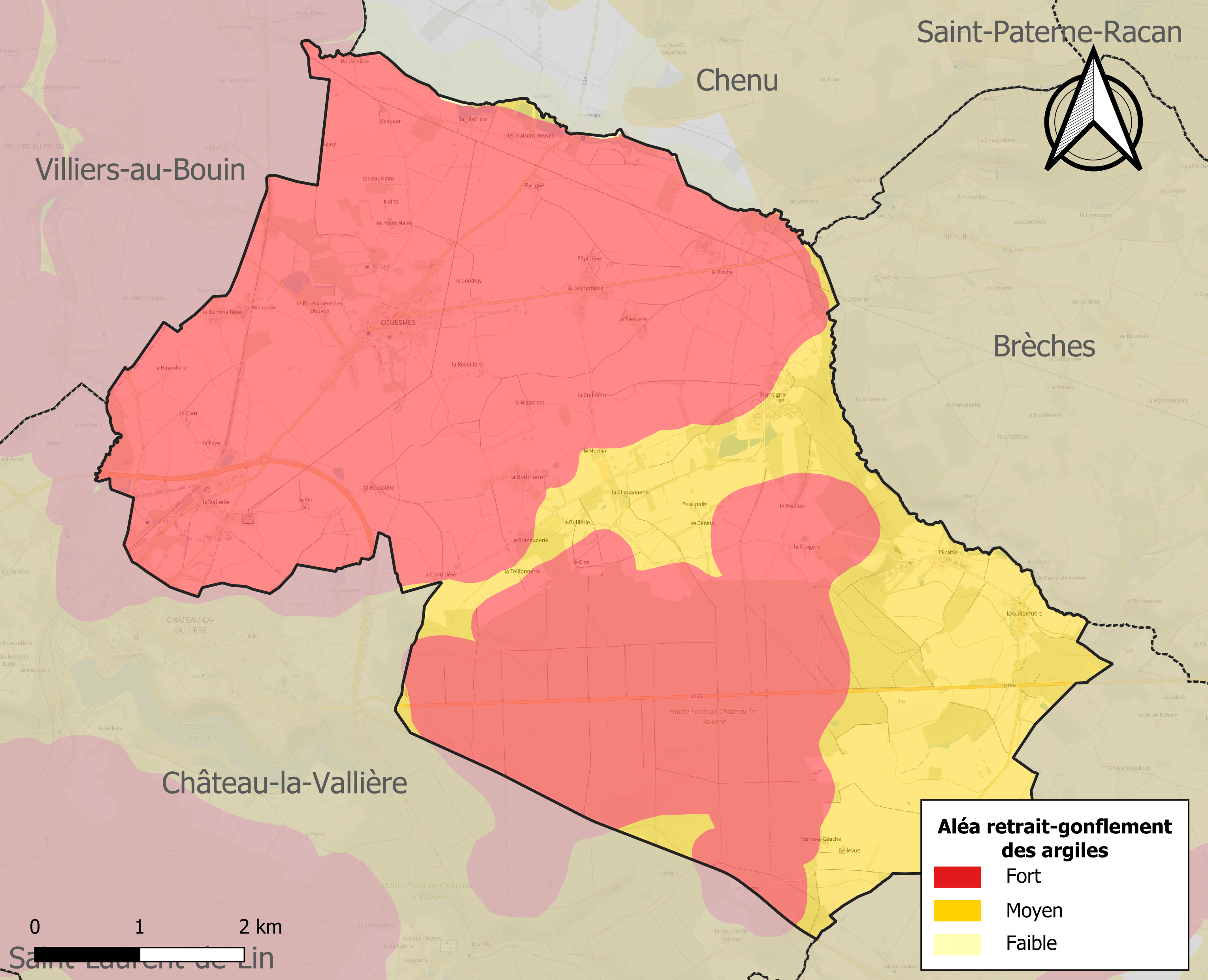
Carte des zones d'aléa retrait-gonflement des sols argileux de Couesmes.

Le retrait-gonflement des sols argileux est susceptible d'engendrer des dommages importants aux bâtiments en cas d’alternance de périodes de sécheresse et de pluie. 99,9 % de la superficie communale est en aléa moyen ou fort (90,2 % au niveau départemental et 48,5 % au niveau national). Sur les 256 bâtiments dénombrés sur la commune en 2019, 256 sont en aléa moyen ou fort, soit 100 %, à comparer aux 91 % au niveau départemental et 54 % au niveau national. Une cartographie de l'exposition du territoire national au retrait gonflement des sols argileux est disponible sur le site du BRGM,.
Concernant les mouvements de terrains, la commune a été reconnue en état de catastrophe naturelle au titre des dommages causés par la sécheresse en 1989 et 2011 et par des mouvements de terrain en 1999.

## Histoire
Couesmes, dépendait autrefois de Château-la-Vallière. La paroisse faisait partie de la sénéchaussée angevine de Baugé en Anjou. La région est surnommée la Touraine angevine.

## Politique et administration

### Liste des maires
| Période                                  | Période  | Identité       | Étiquette | Qualité                             |
| ---------------------------------------- | -------- | -------------- | --------- | ----------------------------------- |
| Les données manquantes sont à compléter. |          |                |           |                                     |
| 1898                                     | 1942     | Théobald Foy   |           | Conseiller général d’Indre-et-Loire |
| 1942                                     | 1989     | Maximilien Foy |           | Conseiller général d’Indre-et-Loire |
| Les données manquantes sont à compléter. |          |                |           |                                     |
| mars 2001                                | En cours | Nicolas Veauvy | DVG       | Sylviculteur                        |
| Les données manquantes sont à compléter. |          |                |           |                                     |

### Tendances politiques et résultats
| Scrutin             | Scrutin             | 1er tour | 1er tour | 1er tour | 1er tour | 1er tour  | 1er tour | 1er tour | 1er tour  | 1er tour | 1er tour | 1er tour  | 1er tour | 2d tour | 2d tour | 2d tour | 2d tour | 2d tour | 2d tour |
| Scrutin             | Scrutin             | 1er      | 1er      | %        | 2e       | 2e        | %        | 3e       | 3e        | %        | 4e       | 4e        | %        | 1er     | 1er     | %       | 2e      | 2e      | %       |
| ------------------- | ------------------- | -------- | -------- | -------- | -------- | --------- | -------- | -------- | --------- | -------- | -------- | --------- | -------- | ------- | ------- | ------- | ------- | ------- | ------- |
| Présidentielle 2017 | Présidentielle 2017 |          | FN       | 31,09    |          | LR        | 30,77    |          | LFI       | 14,74    |          | EM        | 11,86    |         | FN      | 53,56   |         | EM      | 46,44   |
| Présidentielle 2022 | Présidentielle 2022 |          | RN       | 36,43    |          | LREM      | 26,12    |          | LFI       | 9,28     |          | REC       | 7,56     |         | RN      | 54,14   |         | LREM    | 45,86   |
| Législatives 2022   | 5e                  |          | LR       | 31,82    |          | RN        | 29,22    |          | MoDem-Ens | 18,18    |          | PCF-Nupes | 8,44     |         | RN      | 57,47   |         | MoDem   | 42,53   |
| Législatives 2024   | 5e                  |          | RN       | 54,18    |          | MoDem-Ens | 17,93    |          | LR        | 14,34    |          | PCF-NFP   | 12,35    |         | RN      | 60,08   |         | MoDem   | 39,92   |

## Population et société

### Évolution démographique
L'évolution du nombre d'habitants est connue à travers les recensements de la population effectués dans la commune depuis 1793. Pour les communes de moins de 10 000 habitants, une enquête de recensement portant sur toute la population est réalisée tous les cinq ans, les populations de référence des années intermédiaires étant quant à elles estimées par interpolation ou extrapolation. Pour la commune, le premier recensement exhaustif entrant dans le cadre du nouveau dispositif a été réalisé en 2004.

En 2022, la commune comptait 556 habitants, en évolution de +15,35 % par rapport à 2016 (Indre-et-Loire : +1,67 %, France hors Mayotte : +2,11 %).
| 1793 | 1800 | 1806 | 1821 | 1831 | 1836 | 1841 | 1846 | 1851 |
| ---- | ---- | ---- | ---- | ---- | ---- | ---- | ---- | ---- |
| 544  | 632  | 611  | 674  | 668  | 642  | 680  | 703  | 702  |

| 1856 | 1861 | 1866 | 1872 | 1876 | 1881 | 1886 | 1891 | 1896 |
| ---- | ---- | ---- | ---- | ---- | ---- | ---- | ---- | ---- |
| 668  | 702  | 685  | 635  | 600  | 626  | 612  | 617  | 600  |

| 1901 | 1906 | 1911 | 1921 | 1926 | 1931 | 1936 | 1946 | 1954 |
| ---- | ---- | ---- | ---- | ---- | ---- | ---- | ---- | ---- |
| 619  | 627  | 619  | 541  | 573  | 565  | 620  | 628  | 544  |

| 1962 | 1968 | 1975 | 1982 | 1990 | 1999 | 2004 | 2006 | 2009 |
| ---- | ---- | ---- | ---- | ---- | ---- | ---- | ---- | ---- |
| 619  | 628  | 534  | 517  | 508  | 514  | 519  | 547  | 550  |

| 2014 | 2019 | 2022 | - | - | - | - | - | - |
| ---- | ---- | ---- | - | - | - | - | - | - |
| 528  | 538  | 556  | - | - | - | - | - | - |

## Culture locale et patrimoine

### Personnalités liées à la commune
- Théobald Foy, maire de la commune de 1898 à 1942, député d’Indre-et-Loire de 1906 à 1910, petit-fils du général Foy, général d'Empire.

### Héraldique
| Blason de Couesmes | Blason  | D'or au lion d'azur.                             |
| Blason de Couesmes | Détails | Le statut officiel du blason reste à déterminer. |

### Cartes
1. ↑  IGN, « Évolution comparée de l'occupation des sols de la commune sur cartes anciennes », sur remonterletemps.ign.fr (consulté le 15 juillet 2023).

#### Insee (dont les Notes du § Démographie)
1. 1 2  Le classement en liste 2 au titre de l'article L. 214-17 du code de l'environnement est attribué aux parties de cours d'eau ou canaux sur lesquels il est nécessaire d'assurer le transport suffisant des sédiments et la circulation des poissons migrateurs.
2. ↑  D’après l’article L. 211-1 du Code de l’environnement, « on entend par zone humide les terrains, exploités ou non, habituellement inondés ou gorgés d’eau douce, salée ou saumâtre de façon permanente ou temporaire ; la végétation, quand elle existe, y est dominée par des plantes hygrophiles pendant au moins une partie de l’année ».
3. ↑  La notion d'aire d'attraction des villes a remplacé en octobre 2020 l'ancienne notion d'aire urbaine, pour permettre des comparaisons cohérentes avec les autres pays de l'Union européenne.
4. ↑  Population municipale de référence en vigueur au 1er janvier 2025, millésimée 2022, définie dans les limites territoriales en vigueur au 1er janvier 2024, date de référence statistique : 1er janvier 2022.

#### Autres sources
1. ↑  « Fiche SIGES de la commune », sur le site du Système d'information pour la gestion des eaux souterraines en Centre-Val de Loire (consulté le 3 février 2019).
2. ↑  « Carte hydrologique de Couesmes », sur geoportail.gouv.fr (consulté le 3 février 2019).
3. ↑  « Fiche Sandre - la Fare », sur le portail national d'accès aux référentiels sur l'eau (consulté le 3 février 2019).
4. 1 2  « Arrêté du 10 juillet 2012 portant sur la liste 2 des cours d'eau, tronçons de cours d'eau ou canaux classés au titre de l'article L. 214-17 du code de l'environnement du bassin Loire-Bretagne », sur legifrance.gouv.fr (consulté le 3 février 2019).
5. 1 2  (id) « Décret n°58-873 du 16 septembre 1958 déterminant le classement des cours d'eau en deux catégories », sur legifrance.gouv.fr (consulté le 3 février 2019).
6. ↑  « Fiche Sandre - l'Ardillière », sur le portail national d'accès aux référentiels sur l'eau (consulté le 3 février 2019).
7. ↑  Direction Départementale des Territoires d'Indre-et-Loire-37, « Liste des Zones humides d'Indre-et-Loire-37 », sur terresdeloire.net (consulté le 3 février 2019).
8. ↑  « L'inventaire départemental des zones humides », sur indre-et-loire.gouv.fr, 26 mars 2013 (consulté le 3 février 2019).
9. 1 2  Daniel Joly, Thierry Brossard, Hervé Cardot, Jean Cavailhes, Mohamed Hilal et Pierre Wavresky, « Les types de climats en France, une construction spatiale », Cybergéo, revue européenne de géographie - European Journal of Geography, no 501,‎ 18 juin 2010 (DOI 10.4000/cybergeo.23155, lire en ligne, consulté le 5 janvier 2024)
10. ↑  « Zonages climatiques en France métropolitaine. », sur pluiesextremes.meteo.fr (consulté le 5 janvier 2024).
11. ↑  « Orthodromie entre Couesmes et Channay-sur-Lathan », sur fr.distance.to (consulté le 5 janvier 2024).
12. ↑  « Station Météo-France « Channay-sur-Lathan »,  sur la commune de Channay-sur-Lathan - fiche climatologique - période 1991-2020 », sur donneespubliques.meteofrance.fr (consulté le 5 janvier 2024).
13. ↑  « Station Météo-France « Channay-sur-Lathan »,  sur la commune de Channay-sur-Lathan - fiche de métadonnées. », sur donneespubliques.meteofrance.fr (consulté le 5 janvier 2024).
14. ↑  « Climadiag Commune : diagnostiquez les enjeux climatiques de votre collectivité. », sur meteofrance.fr, novembre 2022 (consulté le 5 janvier 2024).
15. ↑  « La grille communale de densité », sur insee,fr, 28 mai 2024 (consulté le 28 juin 2024).
16. 1 2  Insee, « Métadonnées de la commune de Couesmes ».
17. ↑  « Liste des communes composant l'aire d'attraction de Tours », sur insee.fr (consulté le 28 juin 2024).
18. ↑  Marie-Pierre de Bellefon, Pascal Eusebio, Jocelyn Forest, Olivier Pégaz-Blanc et Raymond Warnod (Insee), « En France, neuf personnes sur dix vivent dans l’aire d’attraction d’une ville », sur insee.fr, 21 octobre 2020 (consulté le 28 juin 2024).
19. ↑  « CORINE Land Cover (CLC) - Répartition des superficies en 15 postes d'occupation des sols (métropole). », sur le site des données et études statistiques du ministère de la Transition écologique. (consulté le 5 mai 2021).
20. 1 2  « Les risques près de chez moi - commune de Couesmes », sur Géorisques (consulté le 16 octobre 2022).
21. ↑  BRGM, « Évaluez simplement et rapidement les risques de votre bien », sur Géorisques (consulté le 4 septembre 2022).
22. ↑  « Atlas du risque de feux de forêt en Centre – Val de Loire », sur centre-val-de-loire.developpement-durable.gouv.fr, 28 juin 2021 (consulté le 4 septembre 2022).
23. ↑  « Retrait-gonflement des argiles », sur le site de l'observatoire national des risques naturels (consulté le 4 septembre 2022).
24. ↑  « Cartographie interactive de l'exposition des sols au retrait-gonflement des argiles », sur infoterre.brgm.fr (consulté le 4 septembre 2022).
25. 1 2  Jean-Mary Couderc (dir.), Dictionnaire des communes de Touraine, Chambray-lès-Tours, C.L.D., 1987, 967 p. (ISBN 2 85443 136 7), p. 342.
26. ↑  « Résultats de l'élection présidentielle 2017 - Couesmes (37) »
27. ↑  « Résultats de l'élection présidentielle 2022 - Couesmes (37) »
28. ↑  « Résultats des élections législatives 2022 - Couesmes (37) - 5ème circonscription »
29. ↑  « Résultats des élections législatives 2024 - Couesmes (37) - 5ème circonscription »
30. ↑  L'organisation du recensement, sur insee.fr.
31. ↑  Calendrier départemental des recensements, sur insee.fr.
32. ↑  Des villages de Cassini aux communes d'aujourd'hui sur le site de l'École des hautes études en sciences sociales.
33. ↑  Fiches Insee - Populations de référence de la commune pour les années 2006, 2007, 2008, 2009, 2010, 2011, 2012, 2013, 2014, 2015, 2016, 2017, 2018, 2019, 2020, 2021 et 2022.
34. ↑  « 37084 Couesmes (Indre-et-Loire) », sur armorialdefrance.fr (consulté le 19 mars 2020).